# County Down
Down (irisch An Dún, „die Festung“, benannt nach dem Ort Downpatrick, Dún Pádraig) ist eine der sechs historischen Grafschaften (Countys) Nordirlands.

## Geografie
Das County liegt zwischen dem Carlingford Lough, dem Fluss Bann, dem Belfast Lough und der Irischen See. Die Landschaft ist durch die letzte Eiszeit geprägt. Höhere Erhebungen gibt es im Süden mit den Mourne Mountains und in Zentral-Down mit dem Slieve Croob.

## Geschichte
Die Grafschaft hat eine lange Vorgeschichte, in der der Bau von Megalithanlagen eine herausragende Rolle spielt. Die Geschichte von Down ist bis zur Teilung der Insel ein Teil der Geschichte Irlands; siehe dort. Die historische Schlacht von Mag Ráth (Moira im County Down) im Jahre 637 ist in mythischer Form in der Erzählung Cath Maige Rátha im Leabhar Buidhe Lecain („Das gelbe Buch von Lecan“) erhalten.
Zum County Down gehört auch der kleine Ort Millisle. Dort, auf der Millisle Farm, waren vom Mai 1938 bis zur Schließung im Jahre 1948 etwa 300 jüdische Kinder und Jugendliche untergebracht und ausgebildet worden. Sie waren als Flüchtlinge mit den Kindertransporten aus dem Deutschen Reich heraus- und in Nordirland in Sicherheit gebracht worden.

## Wirtschaft
25 % der landwirtschaftlichen Fläche werden für den Ackerbau (Gerste, Kartoffeln, Gemüse) genutzt, 75 Prozent für Viehhaltung (Rinder, Schweine, Geflügel, Schafe). Entlang der Küste wird Fischfang betrieben und es liegen mehrere bedeutende Seebäder dort.
In der Umgebung von Belfast ist die Industrie konzentriert. Vorrangig existiert eine Maschinenbau-, Elektro- und Computer- sowie Textilindustrie.

## Städte
- Ardglass
- Banbridge
- Bangor
- Comber
- Downpatrick
- Dromore
- Dundonald
- Holywood
- Kilkeel
- Lisburn (gehört teilweise zum County Antrim)
- Moira
- Newcastle
- Newry
- Newtownards

## Sehenswürdigkeiten
- Dolmen von Annadorn
- Audleystown (Cairn)
- Steinkreis von Ballynoe

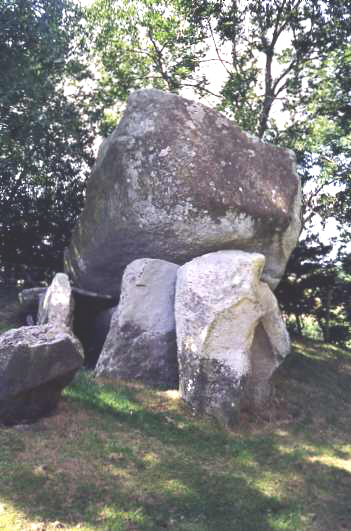
Portal Tomb Goward mit dem für diese Gattung typischen riesigen Deckstein

- Ballystokes, (Cup-and-Ring-Markierungen)
- Drumena Cashel, (Dun)
- Court Tomb von Dunnaman (Court Tomb)
- Finnis Souterrain für Besucher zugänglich
- Giant’s Ring (Steinkreis)
- Goward (Portal Tomb)
- Inch Abbey
- Jordan’s Castle
- Kilfeaghan (Portal tomb)
- Kilkeel (Portal Tomb)
- Kirche am St. John’s Point
- Kirchen von Killevy
- Legananny (Portal Tomb)
- Millin Bay (Cairn)
- Nendrum-Kloster
- Burrenwood

## Persönlichkeiten
- Robert Ross, Offizier der britischen British Army (1766–1814)
- Robert Stewart, 2. Marquess of Londonderry, britischer Staatsmann (1769–1822)
- Francis Crozier, Offizier der britischen Royal Navy und Polarfahrer (1796–1848)
- Arthur Edward Kennedy, Politiker und britischer Kolonialbeamter (1809–1883)
- William Kelly nordirischer Altsprachler, Bibelausleger, Autor und Prediger der Brüderbewegung (1821–1906)
- Harry Knox, General der British Army (1873–1971)
- Colin Blakely, Schauspieler (1930–1987)
- Pat Jennings, Fußballspieler (* 1945)
- Rose Marie, Sängerin (* 1956)
- Gary Lightbody, Sänger und Frontmann der Rockband Snow Patrol (* 1976)
- Niamh McGrady, Schauspielerin (* 1983)